# Zhanggang, Hubei
Zhanggang är en köping i Kina. Den ligger i provinsen Hubei, i den centrala delen av landet, omkring 130 kilometer väster om provinshuvudstaden Wuhan. Antalet invånare är 76 305. Befolkningen består av 36 347 kvinnor och 39 958 män. Barn under 15 år utgör 12,0 %, vuxna 15-64 år 79 %, och äldre över 65 år 8,0 %.
Runt Zhanggang är det tätbefolkat, med 570 invånare per kvadratkilometer. Närmaste större samhälle är Qianjiang, 16,8 km söder om Zhanggang. Trakten runt Zhanggang består till största delen av jordbruksmark.
Genomsnittlig årsnederbörd är 1 225 millimeter. Den regnigaste månaden är maj, med i genomsnitt 180 mm nederbörd, och den torraste är december, med 15 mm nederbörd.